# Pelecostemon trianae
Pelecostemon es un género monotípico de fanerógamas perteneciente a la familia Acanthaceae. El género tiene una especie de hierbas: Pelecostemon trianae Leonard, que es originaria de Colombia.

## Taxonomía
Pelecostemon trianae fue descrita por el botánico estadounidense; Emery Clarence Leonard y publicado en Contributions from the United States National Herbarium 31(3): 648–650, f. 241, en el año 1958.